# Justicia killipii
Justicia killipii är en akantusväxtart som beskrevs av Emery Clarence Leonard. Justicia killipii ingår i släktet Justicia och familjen akantusväxter. Inga underarter finns listade i Catalogue of Life.